# Vanina Vanini
Vanina Vanini és una pel·lícula franco-italiana dirigida per Roberto Rossellini el 1961. Ha estat doblada al català.

## Argument[2]
El 1823, a Roma, la policia acorrala els revolucionaris. Entre ells, el jove carbonaro Pietro Missirilli és introduït a ciutat gràcies a la Comtessa Vitelleschi, amb l'objectiu de matar un traïdor al seu moviment. Detingut, és tancat al Castell Sant-Angelo, d'on arriba a evadir-se. Però, ferit, es refugia a casa de la Comtessa. L'amant d'aquesta, el príncep Vanini, accepta d'amagar-lo al seu palau. Allà, és descobert per la filla del príncep, Vanina, que el cuida i s'enamora...

## Repartiment
- Sandra Milo: Vanina Vanini
- Laurent Terzieff: Pietro Missirilli
- Martine Carol: La Comtessa Vitelleschi
- Paolo Stoppa: El príncep Asdrubale Vanini
- Isabelle Corey: Clelia
- Nerio Bernardi: El cardenal Savelli
- Leonardo Botta: El confessor de Vanina
- Olimpia Cavalli: La serventa de la posada
- Fernando Cicero: Saverio Pontini
- Enrico Glori: Un cardenal
- Evaristo Maran: El cardenal Rivarola
- Antonio Pierfederici: El príncep Livio Savelli
- Carlo Tamberlani: Monsenyor Benini
- Jean Gruault: El castrat

## Comentari
Vanina Vanini no existeix sense recordar Senso (1954) de Luchino Visconti. En els dos casos, una passió amorosa, font d'esquinços i de drames, es desenvolupa amb un fons de revolta, i acaba amb la detenció i l'execució de l'amant.

## Premis i nominacions
Nominacions
- 1961: Lleó d'Or